# Hasło „Odwaga”
Hasło „Odwaga” (ang. The Password Is Courage) – brytyjski film wojenny z 1962 roku.

## Główne role
- Dirk Bogarde – Sierżant Charles Coward
- Maria Perschy – Irena
- Alfred Lynch – Bill Pope
- Nigel Stock – Cole
- Richard Marner – Schmidt
- Ed Devereaux – Aussie
- Reginald Beckwith – Podoficer